# ピカラ光てれび
ピカラ光てれび（ピカラひかりてれび）は、STNetがPikaraサービスの1つとして、光ファイバーを通じて提供する地上波・BS放送・CS多チャンネル放送の配信サービス。サービス内容はCATV会社と提携して提供していることから提供エリアによって異なる。

## 提携するケーブルテレビ局

### 愛媛県
- 愛媛CATV（松山市・東温市・松前町・砥部町）
- 今治CATV（今治市）
- 宇和島ケーブルテレビ（宇和島市・鬼北町・松野町）
- 八西CATV（八幡浜市・伊方町）
- 西予CATV（西予市）

### 香川県
- ケーブルメディア四国（高松市・東かがわ市・さぬき市・三木町一部）
- 三豊ケーブルテレビ放送（三豊市・観音寺市）
- CVC中讃テレビ（丸亀市・多度津町・琴平町・まんのう町）
- KBN（坂出市・宇多津町）

### 徳島県
- テレビトクシマ（徳島市=一部除く）
- テレビ鳴門（鳴門市）
- 東阿波ケーブルテレビ（小松島市）
- 県南てれび（阿南市の一部）
- ケーブルテレビあなん（阿南市の一部）
- ケーブルネットおえ（吉野川市）
- 阿波市ケーブルネットワーク（阿波市）
- 池田ケーブルネットワーク（三好市）
- 国府町CATV（徳島市の旧国府町）
- 石井CATV（石井町）
- 那賀町ケーブルテレビ（那賀町の鷲敷・相生・上那賀エリア）
- キューテレビ（北島町・松茂町・上板町）
- エーアイテレビ（藍住町・板野町）

### 高知県
- 高知ケーブルテレビ（高知市・南国市・いの町の一部）
- よさこいケーブルネット土佐（土佐市）
- よさこいケーブルネット須崎（須崎市・中土佐町）
- swan tv（宿毛市・四万十市・大月町）
- 香南ケーブルテレビ（香南市）

## 主な放送チャンネル
- 徳島市エリアにおいては、ケーブルテレビ徳島が四国電力の子会社になる前は、STNetが自営の設備で再送信していた。この頃に加入した契約者に対しては、現在もSTNetの設備から再送信を行っており、ケーブルテレビ徳島とは放送チャンネルが異なる（以下に記載）。なお2017年7月現在は、直営受信による新規の加入申し込みは不可で、新規加入者はケーブルテレビ徳島に申し込み手続きする必要がある。
- STNet直営分を除く各提携ケーブルテレビ局については、それぞれの各放送局ごとの配信チャンネル一覧を参照。

### 地上波系列別再送信局（徳島市エリア）
| NHK G   | NHK E   | NNN/NNS  | ANN            | JNN      | TXN        | FNN/FNS    | JAITS                   |
| ------- | ------- | -------- | -------------- | -------- | ---------- | ---------- | ----------------------- |
| NHK徳島 | NHK徳島 | 四国放送 | 朝日放送テレビ | 毎日放送 | テレビ大阪 | 関西テレビ | サンテレビ テレビ和歌山 |

### テレビ局（徳島市エリア）
| アナログ | デジタル    | 放送局                 |
| -------- | ----------- | ---------------------- |
| 1        | D01(D011)   | 四国放送               |
| 12       | D02(D021)   | NHK徳島Eテレ           |
| 3        | D03(D031)   | NHK徳島総合            |
| 4        | D04(D041)   | 毎日放送               |
| C21      | D05(D051)   | テレビ和歌山           |
| 6        | D06(D061)   | 朝日放送               |
| 11       | D07(D071)   | テレビ大阪             |
| 8        | D08(D081)   | 関西テレビ             |
| 5        | D09(D031-1) | サンテレビ             |
| 10       |             | 読売テレビ             |
|          | B101        | NHK BS                 |
|          | B141〜143   | BS日テレ               |
|          | B151〜153   | BS朝日                 |
|          | B161〜163   | BS-TBS                 |
|          | B171〜173   | BSテレ東               |
|          | B181〜183   | BSフジ                 |
|          | B191〜193   | WOWOW                  |
|          | B200        | BS10                   |
|          | B201        | BS10スターチャンネル   |
|          | J721        | フジテレビTWO          |
|          | J724        | 囲碁・将棋チャンネル   |
|          | J730        | J sports 3             |
|          | J731        | J sports 1             |
|          | J732        | J sports 2             |
|          | J733        | J sports 4             |
|          | J734        | スカイ・A sports+      |
|          | J735        | GAORA                  |
|          | J737        | ゴルフネットワーク     |
|          | J739        | フジテレビONE          |
|          | J750        | チャンネルNECO         |
|          | J755        | スーパー!ドラマTV      |
|          | J763        | 衛星劇場               |
|          | J764        | 東映チャンネル         |
|          | J769        | V☆パラダイス           |
|          | J770        | スペースシャワーTV     |
|          | J771        | Mnet                   |
|          | J772        | MTV                    |
|          | J774        | 歌謡ポップスチャンネル |
|          | J781        | キッズステーション     |
|          | J782        | アニマックス           |
|          | J790        | 日経CNBC               |
|          | J792        | CNNj                   |
|          | J810        | グリーンチャンネル     |
|          | J811        | グリーンチャンネル2    |
|          | J812        | SPEEDチャンネル        |
|          | J950        | プレイボーイチャンネル |
|          | J951        | レインボーチャンネル   |
|          | J952        | ミッドナイトブルー     |
|          | J953        | パラダイステレビ       |
|          | J954        | ピンクチェリー         |

- デジタル放送はJC-HITSを使用。
- 地上デジタル放送・BSアナログ放送・BSデジタル放送はパススルー方式のため、地上デジタル対応テレビまたはチューナーであれば視聴可能。
- 地上デジタル放送のテレビ大阪・サンテレビは2011年7月22日、テレビ和歌山は2012年3月17日に再送信をそれぞれ開始。